# Hoplomaquia
Hoplomaquia (en griego antiguo ὁπλομαχία/hoplomakhía, literalmente «combate con armas» o μονομαχία/monomakhía) era el nombre dado por los antiguos griegos a la esgrima con arma pesada, en contraposición a los combates con las manos desnudas (lucha, pugilato y pancracio).
Aparece mencionada en la Ilíada, en la representación de un combate entre Diomedes y Áyax.
La esgrima era muy estimada por los griegos del siglo V a. C. Platón pone en escena en Laques a los hermanos Eutidemo y Dionosoro, a los que presenta como maestros de armas muy reputados. Integra además la  disciplina en el programa educativo de su ciudad ideal. En el siglo IV a. C., este tipo de instructor personal toma el nombre de hoplomaco (ὁπλομάχος/hoplomákhos); estaba encargado de enseñar los fundamentos de la esgrima a los jóvenes durante su efebía, equivalente del servicio militar moderno.
Formó parte del programa de algunos agones, sobre todo en Samos, y en las Teseas de Atenas.